# Lisianthius latifolius
Lisianthius latifolius är en gentianaväxtart som beskrevs av Olof Swartz. Lisianthius latifolius ingår i släktet Lisianthius och familjen gentianaväxter. Inga underarter finns listade i Catalogue of Life.